# Villetrun
Villetrun is een gemeente in het Franse departement Loir-et-Cher (regio Centre-Val de Loire) en telt 274 inwoners (2004). De plaats maakt deel uit van het arrondissement Vendôme.

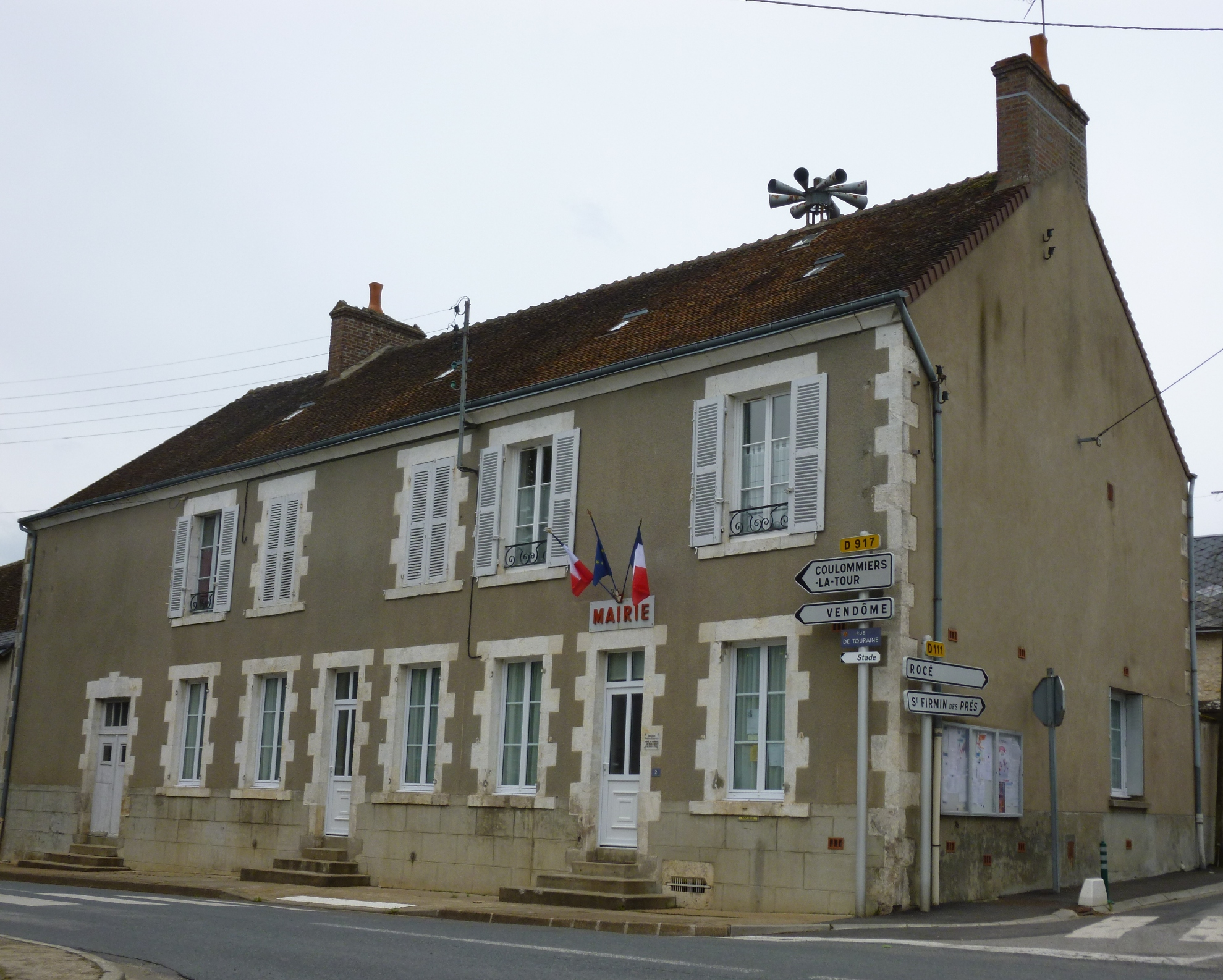
Gemeentehuis
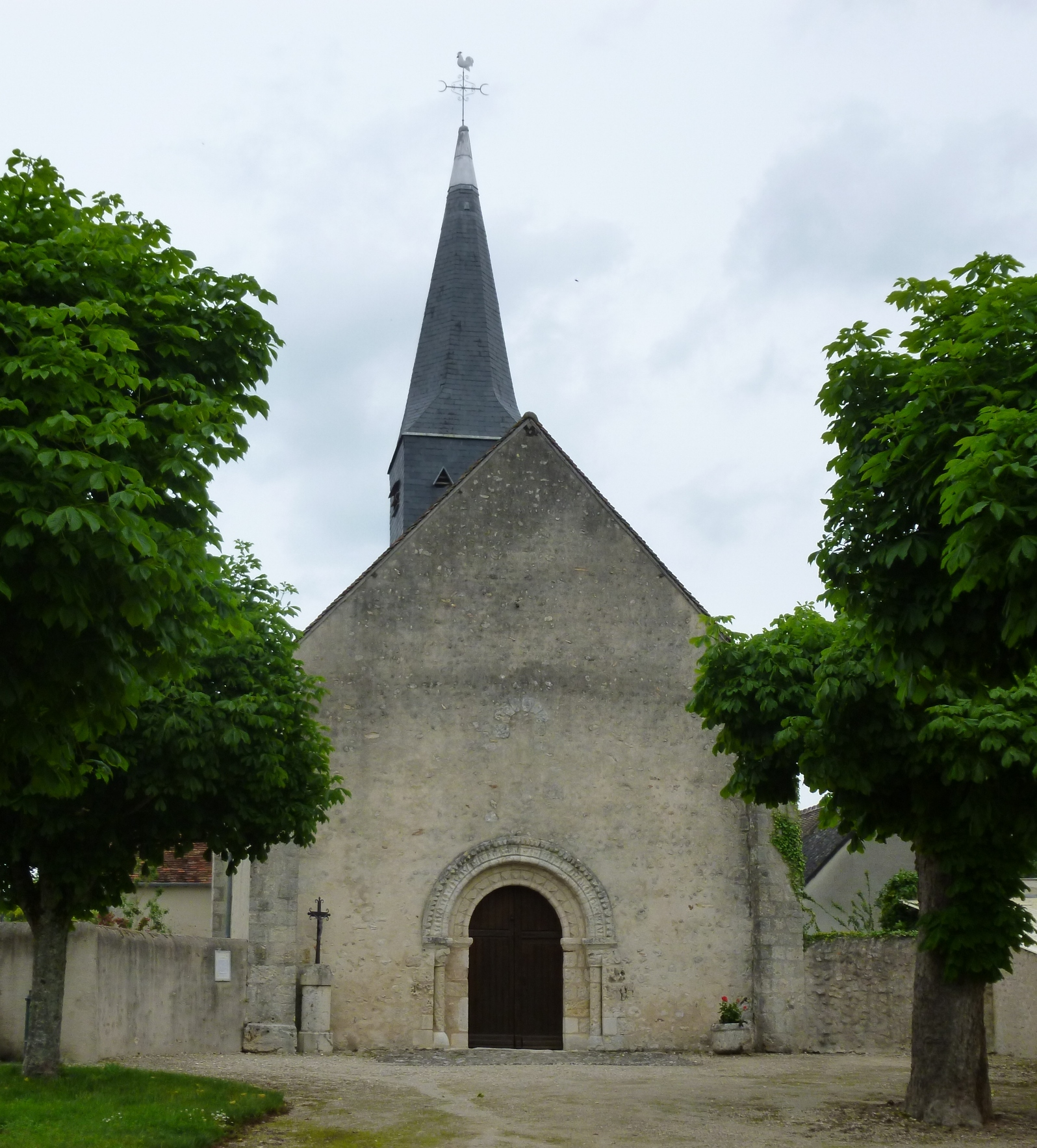
Kerk in Villetrun

## Geografie
De oppervlakte van Villetrun bedraagt 6,9 km², de bevolkingsdichtheid is 39,7 inwoners per km².

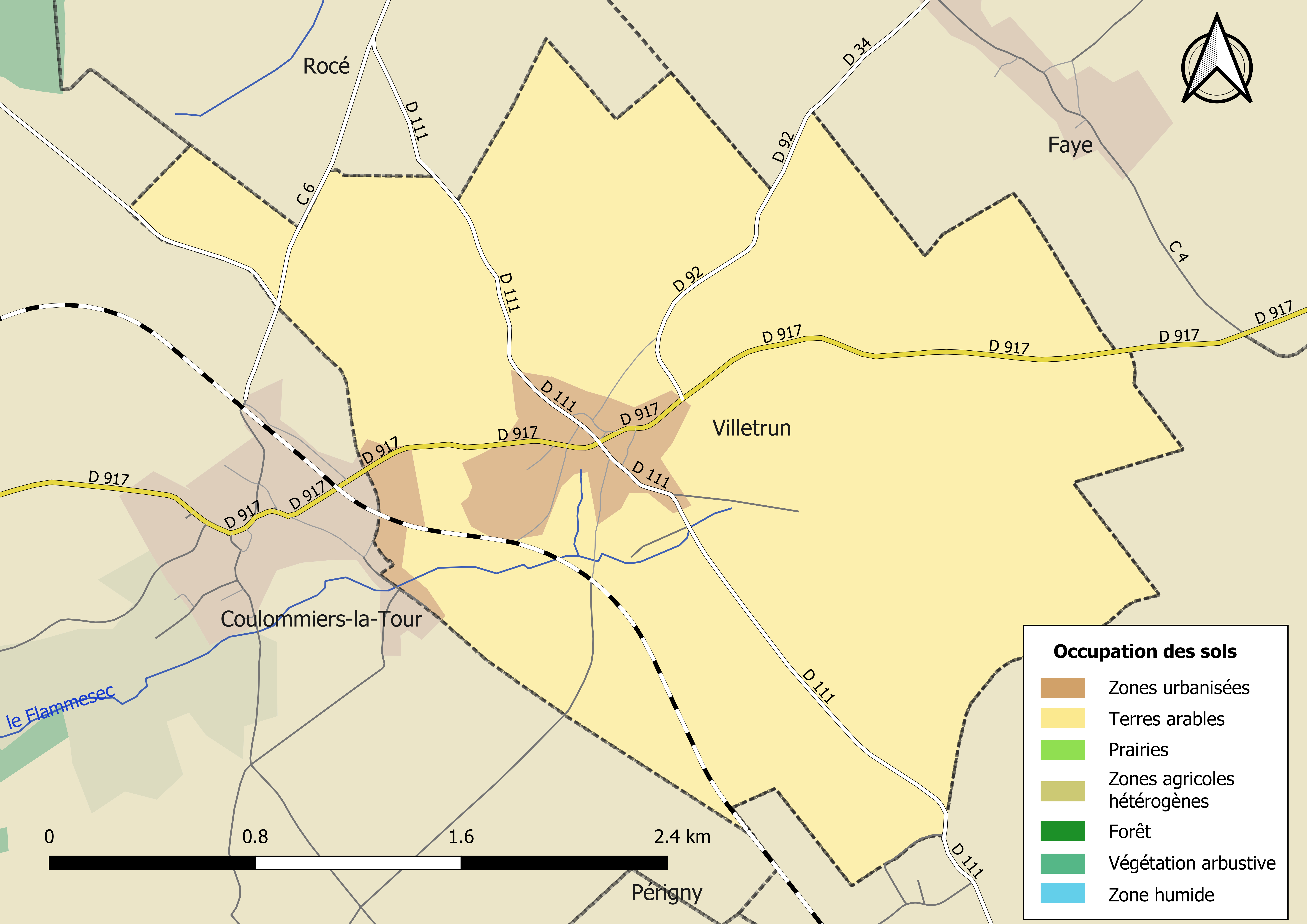
Kaart van de gemeente met de belangrijkste infrastructuur, bodemgebruik en omliggende gemeenten

## Demografie
Onderstaande figuur toont het verloop van het inwonertal (bron: INSEE-tellingen).